# Point de vue du christianisme sur l'alcool

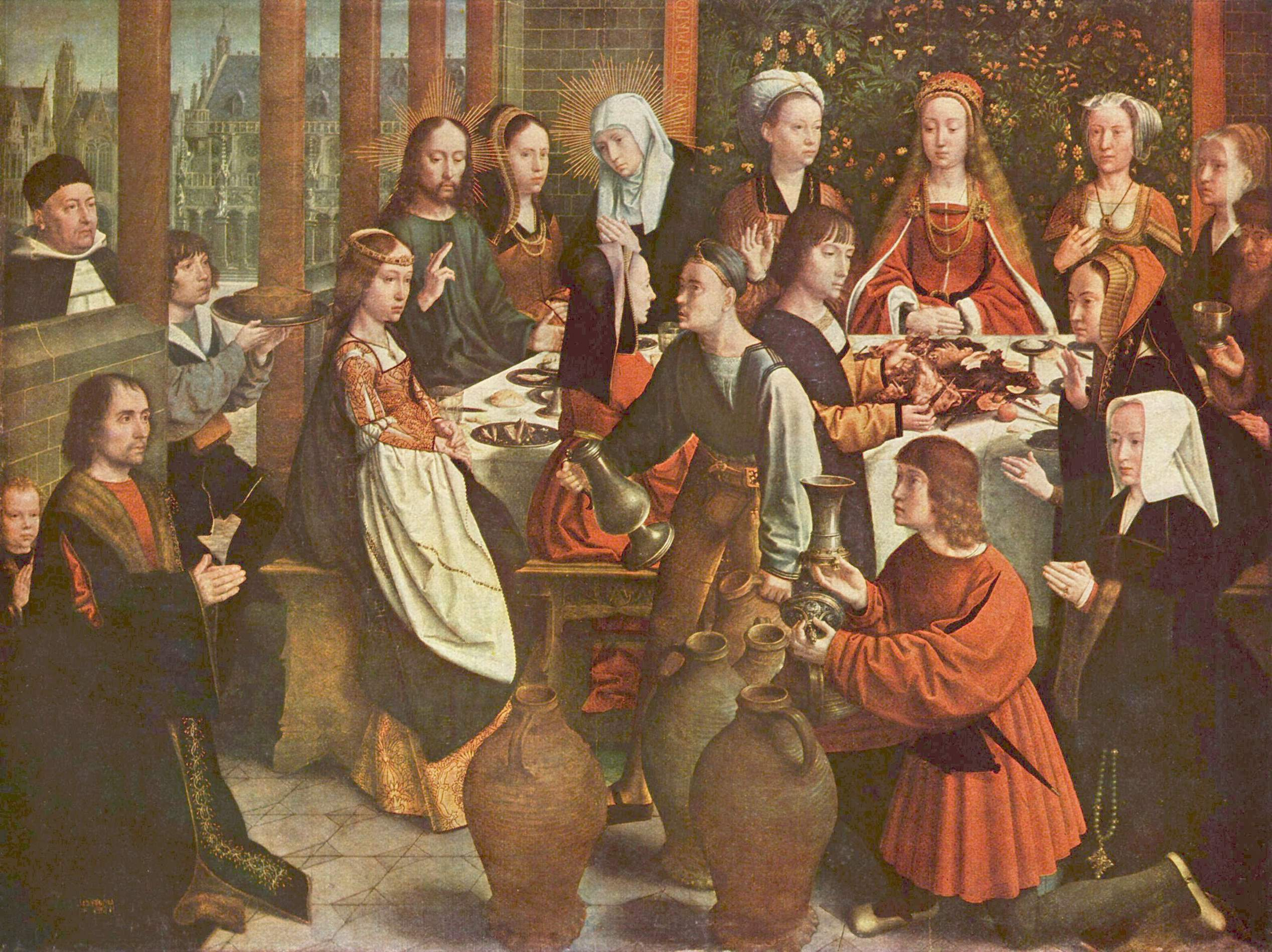
Noces de Cana. Premier miracle de Jésus mentionné dans le Nouveau Testament, où il transforma l'eau en vin.

Le christianisme et l'alcool sont liés dans leur histoire, et on retrouve la mention du vin, de la bière dans la Bible.

## Histoire
Jusqu'à la fin du XVIIIe siècle, les chrétiens consomment de l'alcool au quotidien, et n'utilisent presque que du vin au cours du rite central, l'Eucharistie, qui figure le dernier repas du Christ,. Dans la Bible et les traditions chrétiennes, l'alcool est un don de Dieu qui rend la vie plus joyeuse et sa consommation peut même être bonne pour la santé. Paul dit à son disciple Timothée : « Cesse de boire uniquement de l'eau, mais prends un peu de vin pour faciliter ta digestion, puisque tu es souvent malade » (1 Timothée 5,23). Seul l'abus qui conduit à l'ivresse est considéré comme un péché,.
Au milieu des années 1800, une mouvance issue du protestantisme déclare que l'alcool n'est pas seulement à boire avec modération, (les « modérationnistes »), mais à éviter sauf circonstance particulière (les « abstentionnistes »), allant jusqu'à prôner l'interdiction totale de la consommation ordinaire d'alcool et la considérer comme un péché (les « prohibitionnistes »).
Aujourd'hui, les trois positions sont toujours présentes au sein du christianisme, quoique la prohibition ne soit pas la plus commune dans le monde. En général, les baptistes, pentecôtistes, méthodistes, et l'Armée du salut, découragent la consommation de l'alcool, et l'Église mormone l'interdit, tandis que les catholiques, les anglicans, les luthériens et les chrétiens orthodoxes permettent sa consommation.

## Place des boissons alcoolisées dans la Bible
Les boissons alcoolisées apparaissent souvent dans les deux parties de la Bible. La version originale[Quoi ?] utilise au moins dix mots différents pour les boissons alcoolisées dans les textes hébraïques, et cinq pour la version grecque.
Ces produits sont tour à tour utilisés pour un usage normal et pour un usage poétique, et dans l'ensemble la Bible est ambivalente envers elles, les considérant tantôt comme une bénédiction de Dieu qui apporte la joie, tantôt comme un danger dont on peut abuser imprudemment et scandaleusement,,,. Les épisodes d'ivresse de Noé et de Loth rappellent en particulier les dangers associés à la consommation d'alcool.

### Dans les textes hébraïques et grecs

#### Textes hébraïques
La Bible hébraïque a été grandement écrite en hébreu biblique avec des portions d'araméen et a une importante traduction grecque connue sous le nom de Septante. La Bible moderne hébraïque qui suit le texte massorétique, utilise différents mots pour parler des boissons alcoolisées :
| Hébreu | Translittération                         | N° de Concordance Strong | Occurrences dans l'AT | Illustrations bibliques | Signification | Équivalent grecs (voir également plus bas)                                               |
| ------ | ---------------------------------------- | ------------------------ | --------------------- | ----------------------- | --- | ---------------------------------------------------------------------------------------- |
| יין    | yayin                                    | 3196                     | 140                   | ,                       | Nom commun se traduisant par « vin » | oinos, gleukos                                                                           |
| תירוש  | tirosh                                   | 8492                     | 38                    | ,                       | « Moût » à proprement parler ; parfois traduit par « vin », « vin nouveau », ou « vin doux ». Cela représente le jus de raisin pendant le processus de la fermentation, parfois, il représente le vin de goutte                                                                     | oinos (majorité des cas), methusma (une occurrence)                                      |
| שכר    | shekar                                   | 7941                     | 23                    | ,                       | Boisson forte avec 7 à 10 % vol., les liqueurs fortes n'existant pas encore dans l'antiquité. Il est fait soit de fruit, soit de bière d'orge. Le mot peut inclure le vin, mais il est généralement combiné avec « vin et boisson forte », se référant à toutes sortes d'enivrement | sikera, methê (forte ébriété) methusma, oinos                                            |
| חמר    | chemer, correspondant à l'araméen chamar | 2561, 2562               | 7                     | ,                       | « Vin » le mot transmet l'idée de mousse, comme pendant la fermentation ou lorsqu'il est versé. La racine du mot provient de hamar, signifiant « bouillir ». | oinos, methê (forte ébriété)                                                             |
| עסיס   | 'asis                                    | 6071                     | 5                     | ,                       | Vin doux ou nouveau vin, vin de l'année courante avec une propriété enivrante. | glukasmos (sucrosité, vin doux), methê (forte ébriété), nama, oinos neos (vin nouveau),. |
| חמץ    | chomets                                  | 2558                     | 6                     | ,                       | Vinaigre fait de vin, ou d'autres boissons alcoolisées, et utilisé comme condiment ou mélangé à l'eau une boisson légèrement enivrante, | oxos, omphax (raisin acide, non mûr).                                                    |
| שמר    | shemar, (pl: shemarim)                   | 8105                     | 5                     | ,                       | « Lies de vin » vin élevé sur lie, donc vieux vin. Si le vin est destiné à être conservé un certain temps, les lies lui donnent sa structure. | oinos, trugias (plein de lies),                                                          |
| סבא    | sobhe                                    | 5435                     | 3                     | ,                       | Boisson, liqueur, vin | oinos                                                                                    |
| ממסך   | mamsak and mesekh                        | 4469, 4538               | 3                     | ,                       | « Mélange de vin », vin arrangé avec des épices et de l'eau, qui lui donnent des propriétés stimulantes | kerasma (mélange),                                                                       |
| מזג    | mezeg                                    | 4197                     | 1                     | [ AT 19 ]               | « Mélange de vin », vin coupé à l'eau. | krama (mélange, mélange de vin),                                                         |

#### Textes helléniques
Dans le Nouveau Testament et la Septante les mots grecs sont les suivants :
| Grec                  | Translittération      | N° de Concordance Strong | Instances dans le NT | Occurrences bibliques      | Signification | équivalent(s) hébraïque(s)                                                                   |
| --------------------- | --------------------- | ------------------------ | -------------------- | -------------------------- | --- | -------------------------------------------------------------------------------------------- |
| οίνος                 | oinos                 | 3631                     | 33                   | NT et Septante             | mot communément traduit par vin dans le Nouveau Testament et la Septante,. | Correspondant à masoretic yayin, tirosh, chemer, shekar, sobhe, shemarim, 'asis,             |
| οἶνον νέον            | oinos neos            | 3631, 3501               | 8                    | NT et Septante             | vin nouveau – mis dans le vin de presse et préservé | 'asis                                                                                        |
| γενήματος τῆς ἀμπέλου | genematos tes ampelou | 1081 3588 288            | 3                    | NT et Septante             | « fruit du vin » – le seul mot du Nouveau Testament pour décrire le contenu de la coupe lors du dernier souper.                                                                                     | pri ha'gafen                                                                                 |
| γλευκος               | gleukos               | 1098                     | 1                    | NT et Septante             | « vin doux » (parfois traduit par nouveau vin), un breuvage mentionné comme étant enivrant dans Actes des apôtres 2,13,.                                                                            | yayin, mathaq, mamtaq (eau fraîche, douce)                                                   |
| όξος                  | oxos                  | 3690                     | 7                    | NT et Septante             | « Vinaigre » ou « vin acide », pouvant être fait de vin ou d'autres boissons fermentées. Lorsqu'il est coupé à l'eau il est une boisson commune et bon marché pour les pauvres et l'armée romaine,. | chomets                                                                                      |
| σίκερα                | sikera                | 4608                     | 1                    | NT et Septante,            | Mot emprunté à l'hébreu shekar signifiant boisson forte | shekar                                                                                       |
| μέθυσμα               | methusma              | –                        | –                    | Seulement dans la Septante | Boisson enivrante | (correspondant au masorétique tirosh pour une seule occurrence, et à shekar pour les autres) |
| οἰνοπότης             | oinopotes             | 3630                     | 2                    | NT et Septante             | Buveur de vin (oinos) et buveur (potes), utilisé dans 11,19; Luc 7,34. In the Sept., Proverbes 23,20.                                                                                               | sawbaw yayin                                                                                 |

## Citations dans l'Ancien Testament
1. ↑  Genèse 9,21
2. ↑  Josué 9,4
3. 1 2 3  Jb 32,19.
4. ↑  Genèse 27,28
5. ↑  Juges 9,13
6. ↑  Lévitique 10,9
7. ↑  Juges 13,4
8. ↑  Deutéronome 32,14
9. ↑  Ésaïe 27,2
10. ↑  Ct 8,2
11. 1 2  Ésaïe 49,26
12. ↑  Nombres 6,3
13. ↑  Ruth 2,14
14. 1 2  Ps 75,8
15. ↑  Ésaïe 25,6
16. ↑  Ésaïe 1,22
17. ↑  Os 4,18
18. ↑  Ésaïe 65,11
19. ↑  Ct 7,2
20. ↑  « Numbers 6:3, LXX » [archive du 23 novembre 2013] (consulté le 8 mai 2009)
21. ↑  « Leviticus 10:9, LXX » [archive du 23 novembre 2013] (consulté le 8 mai 2009)

## Citations dans le Nouveau Testament
1. 1 2  Lc 1,15
2. ↑  Mc 2,22
3. ↑  Ac 2,13
4. ↑   15,36